# カンポ・トゥーレス
カンポ・トゥーレス（伊: Campo Tures ; 独: Sand in Taufers ザント・イン・タウファース）は、イタリア共和国トレンティーノ＝アルト・アディジェ州ボルツァーノ自治県にある、人口約5,500人の基礎自治体（コムーネ）。

## 地理

### 位置・広がり
ボルツァーノ自治県北東部に位置する。東にオーストリアのチロル州（東チロル）と接する。

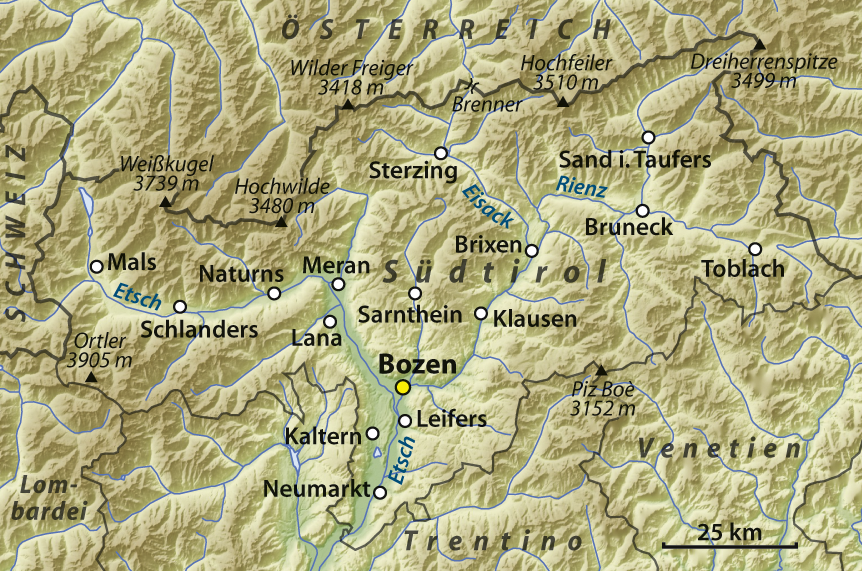
ボルツァーノ/南チロル自治県地図（地名はドイツ語表記）

#### 隣接コムーネ
隣接するコムーネ、およびそれに相当する行政区画は以下の通り。括弧内のAT-7はオーストリアのチロル州所属を示す。
- ヴァッレ・アウリーナ - 北
- プレドーイ - 北東
- ザンクト・ヤーコプ・イン・デフェレッゲン（英語版） (AT-7) - 東
- ラズン・アンテルセルヴァ - 南東
- ペルカ - 南東
- ガイス - 南
- セルヴァ・デイ・モリーニ - 西

## 行政

### 分離集落
カンポ・トゥーレスには、以下の分離集落（フラツィオーネ）がある。
- Acereto/Ahornach, Caminata di Tures/Kematen, Molini di Tures/Mühlen, Riva di Tures/Rein

## 住民

### 言語
| 言語集団調査（2011年） | 言語集団調査（2011年） | 言語集団調査（2011年） | 言語集団調査（2011年） | 言語集団調査（2011年） |
| ---------------------- | ---------------------- | ---------------------- | ---------------------- | ---------------------- |
|                        |                        |                        |                        |                        |
| ドイツ語               | ドイツ語               |                        | 97.34%                 | 97.34%                 |
| イタリア語             | イタリア語             |                        | 2.30%                  | 2.30%                  |
| ラディン語             | ラディン語             |                        | 0.36%                  | 0.36%                  |

2011年に行われた、住民がドイツ語・イタリア語・ラディン語のいずれの「言語集団」に属するかの調査によれば（ボルツァーノ自治県#言語集団調査参照）、住民の約97%がドイツ語話者である。